# The Serpent
The Serpent är en amerikansk stumfilm från 1916 i regi av Raoul Walsh och med Theda Bara i huvudrollen. Filmen spelades in i Fort Lee i New Jersey och räknas numera som en förlorad film.

## Rollista
- Theda Bara – Vania Lazar
- James A. Marcus – Ivan Lazar
- Lillian Hathaway – Martsa Lazar
- Charles Craig – Grand Duke Valanoff
- Carl Harbaugh – Prince Valanoff
- George Walsh – Andrey Sobi
- Nan Carter – Ema Lachno
- Marcel Morhange – Gregoire
- Bernard Nedell